# Upper Augusta Township
Die Upper Augusta Township ist eine Township im Northumberland County in Pennsylvania, Vereinigte Staaten. Sie wurde 1846 gebildet durch die Teilung der Augusta Township (eine der sieben ursprünglichen Townships des 1772 entstandenen Northumberland Countys) in die Upper und Lower Augusta Township. Das U.S. Census Bureau hat bei der Volkszählung 2020 eine Einwohnerzahl von 2.478 ermittelt.

## Geographie

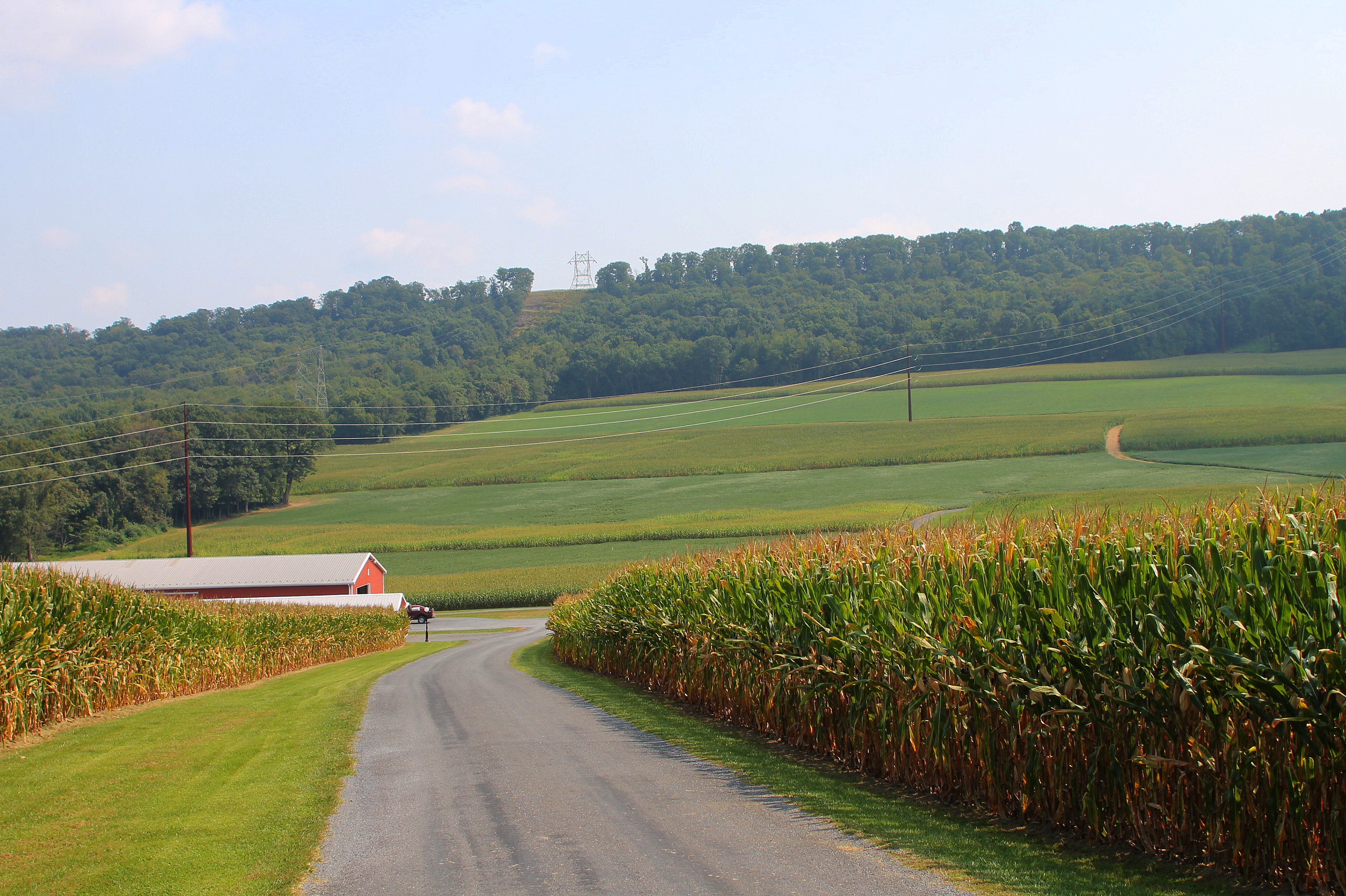
In der Upper Augusta Township, südlich von Sunbury

Nach den Angaben des United States Census Bureaus hat die Township eine Fläche von 60,3 km², wovon 52,5 km² Land und 7,8 km² (= 12,97 %) Gewässer sind. Die Township hat eine ungewöhnlich unregelmäßige Form; sie besteht aus zwei keilförmigen Teilen, von denen der größere sich im Nordosten befindet und der kleinere im Südwesten und die durch einen langgezogenen Landstreifen miteinander verbunden sind. Die Township schließt das am Susquehanna River gelegene Sunbury vollständig ein, weil die Countygrenze auf dem westlichen Flussufer verläuft. Zum Landgebiet der Township gehören deswegen auch die Flussinseln Byers Island und Packers Island; letztere liegt gegenüber von Northumberland, ist bewohnt und durch Brücken mit beiden Ufern verbunden.
Benachbart sind im Nordwesten Northumberland und im Norden die Point Township, beide auf dem rechten Ufer des Susquehanna River gelegen. Im Osten benachbart sind die Rush Township und sich südlich anschließend Snydertown. Im Südosten liegt die Rockefeller Township, und im Süden grenzt die Lower Augusta Township an. Im Westen grenzt die Upper Augusta Township an das Snyder County mit Shamokin Dam und der den Borough umschließenden Monroe Township.
Die Township ist dünn besiedelt. Mt. Pleasant liegt im zentralen Norden der Township. Keefers ist ein Straßendorf am Nordhang im Tal des Shamokin Creek. Östlich von Sunbury liegen Hamilton und Oaklyn links und rechts des Little Shamokin Creek.

## Geschichte
Die Keefer Station Covered Bridge und das Sunbury Armory sind in das National Register of Historic Places eingetragen.

## Demographie
Zum Zeitpunkt des United States Census 2000 bewohnten Upper Augusta Township 2556 Personen. Die Bevölkerungsdichte betrug 48,7 Personen pro km². Es gab 1058 Wohneinheiten, durchschnittlich 20,2 pro km². Die Bevölkerung Upper Augusta Townships bestand zu 98,16 % aus Weißen, 0,51 % Schwarzen oder African American, 0 % Native American, 0,08 % Asian, 0,12 % Pacific Islander, 0,47 % gaben an, anderen Rassen anzugehören und 0,67 % nannten zwei oder mehr Rassen. 0,74 % der Bevölkerung erklärten, Hispanos oder Latinos jeglicher Rasse zu sein.
Die Bewohner Upper Augusta Townships verteilten sich auf 1022 Haushalte, von denen in 26,1 % Kinder unter 18 Jahren lebten. 66,6 % der Haushalte stellten Verheiratete, 5,9 % hatten einen weiblichen Haushaltsvorstand ohne Ehemann und 23,5 % bildeten keine Familien. 20,5 % der Haushalte bestanden aus Einzelpersonen und in 10,7 % aller Haushalte lebte jemand im Alter von 65 Jahren oder mehr alleine. Die durchschnittliche Haushaltsgröße betrug 2,44 und die durchschnittliche Familiengröße 2,80 Personen.
Die Bevölkerung verteilte sich auf 20,0 % Minderjährige, 5,8 % 18–24-Jährige, 26,9 % 25–44-Jährige, 29,4 % 45–64-Jährige und 18,0 % im Alter von 65 Jahren oder mehr. Der Median des Alters betrug 44 Jahre. Auf jeweils 100 Frauen entfielen 98,3 Männer. Bei den über 18-Jährigen entfielen auf 100 Frauen 96,8 Männer.
Das mittlere Haushaltseinkommen in Upper Augusta Township betrug 41.875 US-Dollar und das mittlere Familieneinkommen erreichte die Höhe von 48.875 US-Dollar. Das Durchschnittseinkommen der Männer betrug 35.489 US-Dollar, gegenüber 21.389 US-Dollar bei den Frauen. Das Pro-Kopf-Einkommen belief sich auf 22.433 US-Dollar. 5,1 % der Bevölkerung und 2,9 % der Familien hatten ein Einkommen unterhalb der Armutsgrenze, davon waren 9,6 % der Minderjährigen und 4,7 % der Altersgruppe 65 Jahre und mehr betroffen.